# Tarification des transports en commun de la région de Bruxelles
Les transports en commun de la région de Bruxelles utilisent un système de tarification par zones, sur un support à carte à puce, dont les caractéristiques et le prix concernant les titres Brupass sont déterminés conjointement par la STIB, le TEC, De Lijn et la SNCB au sein du Comité de pilotage RER.

## Histoire
Il existait déjà dans les années 2000 la zone MTB permettant avec un seul et même titre d'utiliser les lignes des réseaux STIB, le TEC et De Lijn sur le périmètre de la région de Bruxelles-Capitale ainsi que l'ensemble des lignes STIB et quelques lignes De Lijn sur quelques communes limitrophes des régions voisines.
Le système MTB présentait deux principaux défauts une fois sortie de la région de la capitale : un même arrêt pouvait être desservi par une ligne STIB et donc être accessible avec le tarif MTB mais pas forcément via les lignes TEC ou De Lijn et une personne vivant à la limite régionale pouvait se retrouver à devoir cumuler plusieurs abonnements.
Les premières esquisses de ticket unique remontent à 2006 et les premières études à 2008, mais pour une mise en place alors prévue en 2010,.

### Déploiement de MOBIB
En 2008, la carte MOBIB fait son apparition sur le réseau de la STIB. Dans un premier temps, elle n’a été accessible qu’à un nombre limité d’usagers, tels les clients qui disposent d’un abonnement mensuel ou annuel, puis dans le courant 2009, elle s'est également substituée aux tickets cartonnés à piste magnétique. 
Cette carte rechargeable dispose d’une puce et permet de valider son titre de transport grâce à une technologie RFID sans contact de courte portée (de l'ordre de 5 cm maximum).
La tarification Noctis est identique à celle du réseau diurne depuis le 1er février 2009. 
Le 1er février 2016, la STIB introduit des tickets MoBIB jetables : il s'agit de tickets anonymes avec carte à puce intégrée ayant une durée de validité de 3 ans à dater de son achat. Ces tickets permettent de supprimer définitivement les anciens supports magnétiques et le 30 juin 2016, les anciens oblitérateurs de couleur orange sont ainsi supprimés, les titres STIB reposent donc ainsi sur le système MoBIB.

### Mise en place de Brupass
En janvier 2019, un accord est finalement trouvé au sein du comité de pilotage sur le RER pour la mise en place d'un tel tarif unique pour septembre 2019 avec des titres alors nommés « JUMP+ » et « MTB+ ».
Ce système est finalement complètement revu le 1er février 2021 avec la mise en place des zones Brupass, qui remplace la zone MTB et les titres JUMP et MTB, et Brupass XL : cette dernière permet de couvrir uniformément la couronne autour de la région de Bruxelles-Capitale jusqu'à 11,5 km du centre, quel que soit l'opérateur y compris avec la SNCB dans le cadre de la mise place du RER Bruxellois.
Toutefois, la tarification spéciale pour la desserte de l'aéroport est maintenue et les arrêts de la STIB désormais situés en zone Brupass XL sont accessibles avec un titre Brupass ; en outre chaque opérateur y compris la STIB garde ses propres tarifs mais ne permettent que de circuler sur ses lignes.

## Zones

### Le système de zonage
Depuis 2021, le système se compose de deux zones tarifaires :
- La zone Brupass, qui couvre la région de Bruxelles-Capitale ;
- La zone Brupass XL, qui couvre à la fois les communes de la région de Bruxelles-Capitale et les 19 communes du Brabant flamand en première couronne, ainsi que des parties de la commune Braine-l'Alleud.

### Fonctionnement
Un titre de transport Brupass est valable uniquement dans cette zone tandis qu'un titre Brupass XL est valable sur l'ensemble des deux zones. Il existe quelques exceptions à cette règle :
- un arrêt de la STIB est toujours considéré comme en zone Brupass, même s'il est situé géographiquement en zone Brupass XL ;
- la desserte de l'aéroport de Bruxelles est régie par des dispositions tarifaires spéciales variant d'un opérateur à un autre ;
- un trajet débutant et se finissant dans une zone mais traversant une autre zone ou sortant du système Brupass ne peut ne faire qu'avec le titre de la zone ou du hors zone rencontré sur le parcours.

Les titres Brupass sont définis par le Comité de pilotage RER regroupant les quatre opérateurs du pays : STIB, TEC, De Lijn et SNCB.

## Titres de transport

### Titres Brupass
Le système Brupass propose plusieurs types de titre de transport. Les billets à l'unité sont destinés aux usagers occasionnels des transports en commun. Les forfaits ou abonnements sont destinés aux usagers réguliers des transports de la région ou aux personnes de passage à Bruxelles et souhaitant disposer d'un titre de transport valable le temps de leur séjour.
Dans les trains de la SNCB, seul l'accès à la seconde classe est possible.

### Billet 1 ou 10 voyages
Ces titres sont valables pour 1 ou 10 voyages, avec possibilité de correspondance dans l'heure de la première validation. Ils sont disponibles sur la carte MOBIB classique ou « Basic ».

### Billet 1 jour
Ce titre est valable pour une journée, de la première validation à la fin du service. Il est disponible sur la carte MOBIB classique ou « Basic ».

### Abonnements
Les abonnements sont valables 1 ou 12 mois à compter de la date de début choisie par l'usager. Ils sont disponibles uniquement sur la carte MOBIB classique. Une formule annuelle destinée aux scolaires est disponible pour la seule zone Brupass.

### Titres STIB
En parallèle des titres Brupass, la STIB propose toujours ses propres tarifs sur ses lignes ; ils ne permettent pas d'utiliser les lignes des autres opérateurs.
La STIB propose ainsi des titres 1 ou 10 voyages et à la journée, vendus moins chers que le titre Brupass équivalent et disponibles sur billet sans contact jetables.
Un titre 100 voyages est aussi proposé, ainsi que des abonnements mensuels et annuels sur la carte MOBIB classique. Le tarif de l'abonnement varie selon l'âge ou le handicap.
En outre, le paiement via carte bancaire sans contact n'est possible qu'avec des titres propres à la STIB et coûte 2,10 € par validation avec un plafond à 7,50 €.

### Desserte de l'aéroport
La desserte de l'aéroport de Bruxelles se fait via des dispositions tarifaires particulières et est hors système Brupass.
Pour la ligne 12 de la STIB, un trajet au départ de l'aéroport nécessite un ticket ou abonnement « Go2City » mais à l'inverse un trajet de la ville vers l'aéroport peut s'effectuer avec n'importe quel titre.
Dans le cas de la SNCB, un « supplément Brussels Airport » aussi nommé « Redevance Diabolo » de 5,70 € est ajouté à chaque trajet ayant pour origine ou destination la gare de Bruxelles-Aéroport-Zaventem.